# Jesse Sharps
Jesse René Sharps (* 2. Januar 1953 in Los Angeles; † 25. Juni 2025) war ein US-amerikanischer Jazzmusiker (Saxophone, Flöte, Komposition).

## Leben und Wirken
Sharps verbrachte seine Kindheit in Watts. Er begegnete dem Pianisten Horace Tapscott zum ersten Mal, als er noch zur High School ging. Tapscott lud den jungen Sharps bald zu Proben mit dem Pan Afrikan Peoples Arkestra ein, wo er Baritonsaxophon spielte. Am College studierte Sharps bei Cecil Taylor. Nach seiner Rückkehr nach Los Angeles schloss er sich wieder dem Pan Afrikan Peoples Arkestra als Flötist und Saxophonist an.
Mit Tapscotts Pan Afrikan Peoples Arkestra ist Sharps zu hören auf Alben wie Flight 17, The Call, Ancestral Echoes: The Covina Sessions, 1976 und Live at I. U. C. C. 1977 wurde er musikalischer Leiter der Band. Als Person, die das volle Vertrauen Tapscotts genoss (welcher weiterhin das Repertoire bestimmte), leitete Sharps streng die Proben und machte das Arkestra zu einer eingespielten Einheit. Sharps komponierte auch für die Band. Die funkige, tiefe Spiritualität von Kompositionen wie „Desert Fairy Princess“, „Macramé“ und „Peyote Song III“ machte nach Ansicht des Veranstalters Cafe Oto seine Stücke zu den berühmtesten im gesamten P.A.P.A.-Repertoire. Für Tapscott schrieb er weiterhin „The Goat and Ram Jam“ (auf Aiee! The Phantom, 1996). 
Zusammen mit Adele Sebastian, Linda Hill und den vielen anderen Arkestra-Musikern prägte Sharps die Jazzszene von South Los Angeles, die sich in den kommenden Jahrzehnten weiterentwickeln sollte. Es folgte ein längerer Aufenthalt in Deutschland, wo er als Lehrer tätig war. Mit Musikern wie Ralf Merten und Thom Kubli spielte er dort in der Gruppe Barjazz mit Begleitautomaten, mit der das Album Skur Ilism Us (1999) entstand; weiterhin spielte er in der Skaband Loaded  (More Midnights Than Mornings, 1998). Nach seiner Rückkehr in die Vereinigten Staaten arbeitete er ab den 2000er-Jahren u. a. mit Nate Morgan, Joel Ector, dem Taumbú International Ensemble, Mark Tarmann, The Life Force Trio, Fuasi Abdul-Khaliq und The Nimbus Collective. 2005 gründete er die Formation The Gathering, in der er mit Dwight Trible und Phil Ranelin spielte sowie mit Musikern der jüngeren Generation wie Kamasi Washington  Im Bereich des Jazz war er laut Tom Lord zwischen 1976 und 2009 an elf Aufnahmesessions beteiligt.

## Diskographische Hinweise
- Jesse Sharps Quintet & P.A.P.A: Sharps and Flats (2004, rec. 1985, mit Steve Smith, Nate Morgan, Joel Ector, Carl Burnett u. a.)
- The Gathering: Healing Suite (2022)